# Citola
La citola (probabilmente dal diminutivo francese di cithara, e non dal latino cista, scatola) è uno strumento musicale arcaico del quale non si conosce l'esatta forma originale. Viene generalmente descritto come uno strumento ad arco dotato di quattro corde, con un corpo generalmente denominato a "foglia di agrifoglio". Sarebbe uno strumento risalente al Trecento il cui unico esemplare noto venne trovato nel castello di Warwick, ora esposto al British Museum, anche se in un periodo più tardo fu trasformato in un violino con il ponte alto, fori ad f e tastiera angolata: l'immagine a lato non è rappresentativa del suo aspetto originario.
La citola è frequentemente menzionata da poeti dal XIII fino al XV secolo, e si trova nella Bibbia Wycliffe (1360) in 2 Samuele 6,5: "Harpis and sitols and tympane". Le traduzioni più usate riportano cetra (C.E.I.), salterio (Riveduta). Si è pensato che possa essere un altro nome del salterio. Questo strumento prende la discendenza prima del violino.